# Konstantin Gorbatov

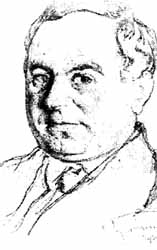
Konstantin Gorbatov, door Isaak Brodski (1913), Isaak Brodski Museum, Sint-Petersburg

Konstantin Ivanovitsj Gorbatov (Russisch: Константин Иванович Горбатов) (Stavropol, 17 mei 1876 – Berlijn, 24 mei 1945) was een Russisch kunstschilder. Hij wordt gerekend tot het postimpressionisme.

## Leven en werk
Gorbatov bracht zijn jeugd door in de Kaukasus en volgde van 1896 tot 1903 een ingenieursopleiding in Riga. In 1904 verhuisde hij naar Sint-Petersburg, studeerde daar aanvankelijk architectuur aan de Keizerlijke Kunstacademie, maar switchte uiteindelijk naar de schilderkunst. In 1911 won hij een gouden medaille en een studiereis tijdens een internationale tentoonstelling in München en vervolgens rondde hij zijn studies af in Rome en op Capri. Na zijn terugkeer in Sint-Petersburg werkte hij als docent op de universiteit en stelde zijn werk diverse keren tentoon op exposities van de Peredvizjniki (De Zwervers).
Teleurgesteld in de Russische Revolutie (1917) verliet Gorbatov Rusland en vestigde zich op Capri. In 1926 trok hij naar Berlijn, waar hij zou blijven wonen tot aan zijn dood. In Berlijn maakte Gorbatov deel uit van de Russische emigrantengemeenschap aldaar en ontmoette er vooraanstaande kunstenaars, waaronder Leonid Pasternak. Snel groeide hij er ook zelf uit tot een bekend kunstschilder, exposeerde door heel Europa, reisde vaak naar Italië en medio jaren dertig ook naar Syrië en Palestina. Na de machtsovername door de nazi's raakte zijn kunst in het nieuwe Duitsland echter in toenemende mate uit de gratie en geleidelijk raakten hij en zijn familie verarmd. Tijdens de Tweede Wereldoorlog kreeg hij als Russisch staatsburger geen toestemming om Duitsland te verlaten. Kort na de Duitse capitulatie, op 12 mei 1945, kwam hij te overlijden. Kort daarna, op 17 juni 1945, pleegde zijn vrouw zelfmoord.
Gorbatov liet zijn werk na aan de Kunstacademie van Leningrad. Momenteel bevindt veel van zijn werk zich in het Klooster van Nieuw Jerusalem en het Regionaal Museum voor Geschiedenis en Kunst in Moskou.

## Galerij

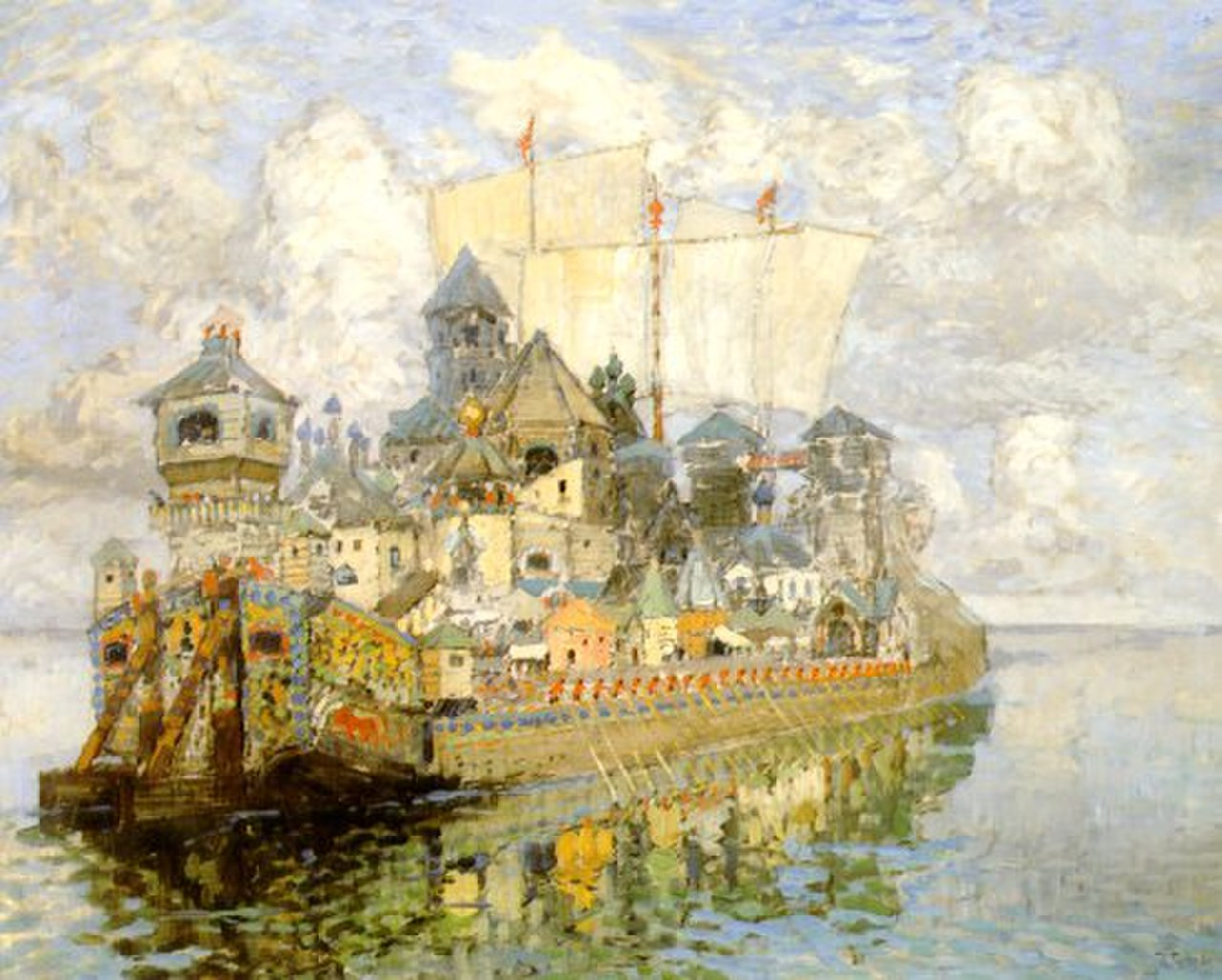
De onzichtbare stad van Kitezh, 1913
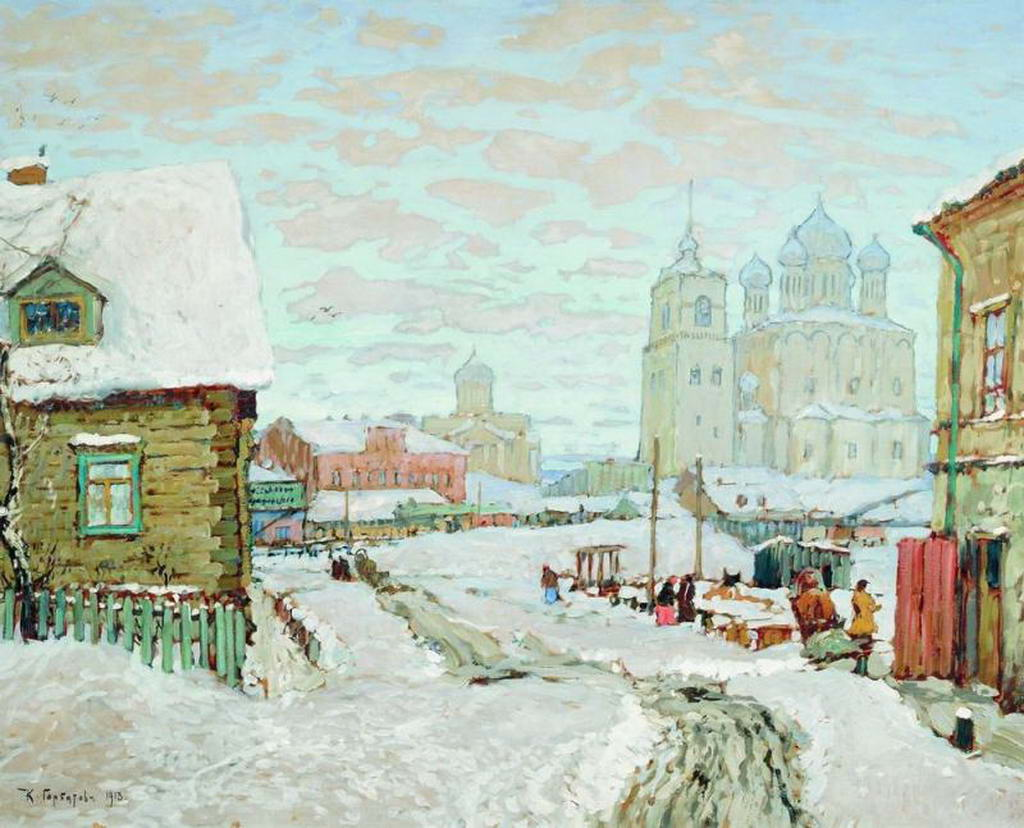
Oud Pskov, 1913
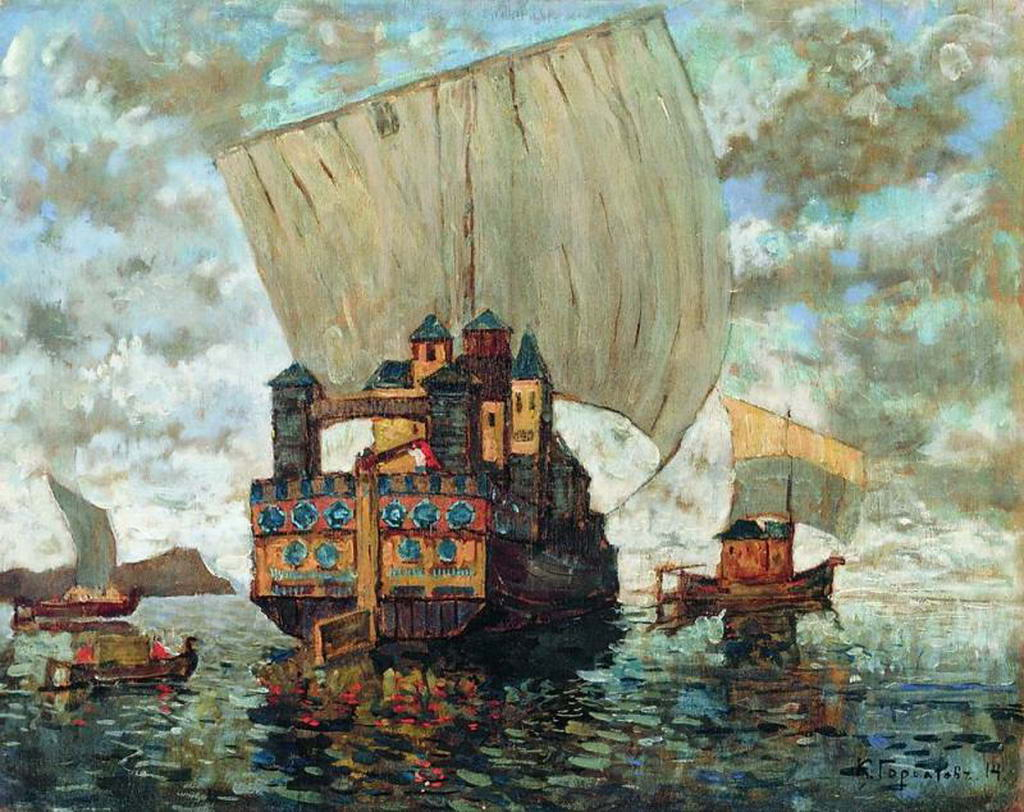
Belyany, 1914
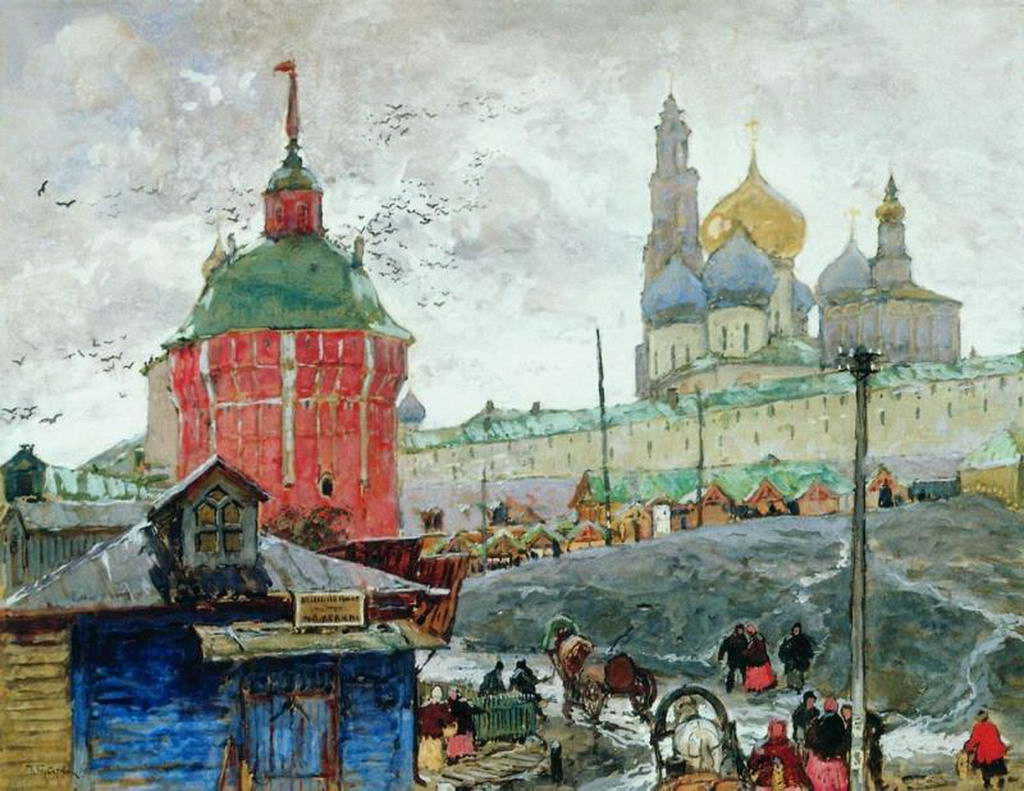
Sergiev Posad, 1915
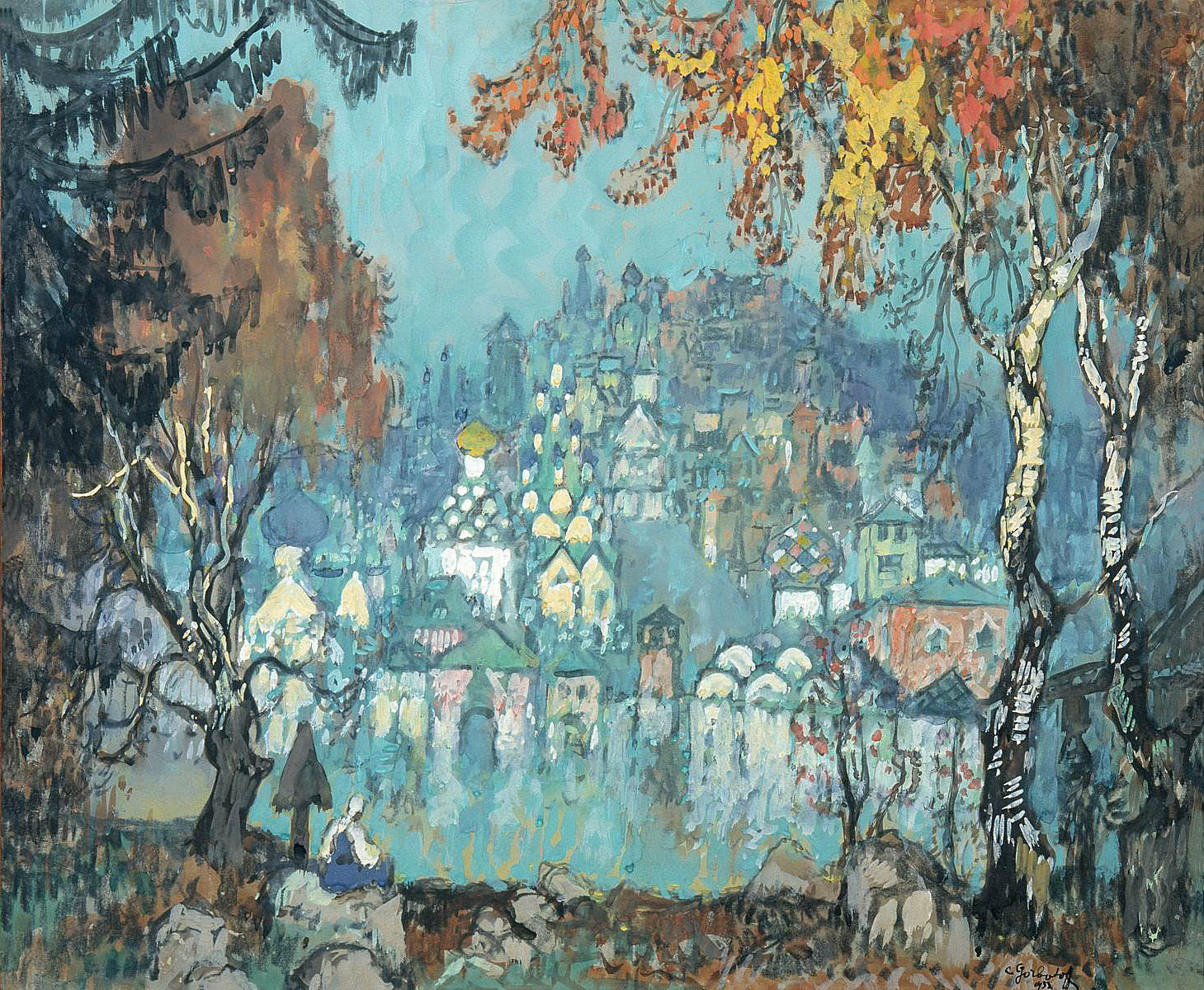
De verdronken stad, 1933